# Storie di seduzione
Storie di seduzione è un film italiano del 1995 diretto da Antonio Maria Magro. Il film è stato distribuito sulla piattaforma Prime Video nel gennaio 2021.

## Produzione
- Lo sceneggiato radiofonico Storie di seduzione (di cui è autore Luciano Torrelli) esiste veramente ed è una produzione di Radio3 Rai, della quale Antonio Maria Magro è stato autore anni prima.
- Il film è dedicato a Tonino Guerra, e venne girato nei luoghi a lui più cari (tutti in Valmarecchia) e, soprattutto, al mondo della radio e della prosa radiofonica.
- Lo scenografo Arturo Andreoli ha ricostruito la quasi totalità delle opere di Marcel Duchamp, molte delle quali con gli identici materiali degli originali e con le stesse dimensioni, come nel caso de Il grande vetro.
- Il missaggio del film è stato curato da Angelo Raguseo.
- Post-produzione, teatri di posa, colore, suono, titoli e truke sono stati realizzati a Cinecittà.
- Melina Martello ha diretto il doppiaggio con la CVD di Roma ed ha prestato la sua voce a Florence Guérin.
- La protagonista dello sceneggiato radiofonico che si ascolta durante il film è Maria Pia Di Meo.